# Dysschema crucifera
Dysschema crucifera là một loài bướm đêm thuộc phân họ Arctiinae, họ Erebidae.